# Finn Thilsted
Finn Thilsted, född 26 juli 1945, är en dansk diplomat. Han har varit Danmarks ambassadör i Bangladesh, Kenya och Nepal.
Thilsted studerade matematik och juridik vid Aarhus universitet och tog en cand.jur. 1975. Under studietiden arbetade han som reseguide för Tjæreborg Rejser och senare SAS-ägda Globetrotter. Det var på en resa med Globetrotter till Trinidad och Tobago som han träffade sin blivande hustru, Shakuntala Haraksingh.
Thilsted fick anställning på Udenrigsministeriet 1975. Han var förste ambassadsekreterare på danska ambassaden i Tanzania 1978–1981, biståndsråd på ambassaden i Bangladesh 1986–1991 och ambassadråd i Egypten 1993–1996. Från 1 januari 1997 blev han utsedd till ministerråd och chargé d'affaires vid ambassaden i Dhaka i Bangladesh. Två år senare blev han utsedd till ambassadör. I Bangladesh fick han inblick i landets akvakultur och tillsammans med sin hustru, som är utbildad agronom, drev han projekt för att öka effektiviteten i fiskodlingarna.
Han blev kvar i Bangladesh fram till 2001 då han blev utsedd till ambassadör i Kenya, med sidoackreditering till Eritrea, Etiopien och Seychellerna, en position som han hade till 2005. Från 2005 till 2010 var han ambassadör i Nepal innan han 2011 pensionerade sig och följde med sin hustru till Bangladesh, där hon hade fått en anställning vid organisationen Worldfish.

## Fotografi
Thilsted är en hängiven hobbyfotograf och under tiden i Nepal ställde han ut fotografier från landet tillsammans med ambassadörerna från Indien och USA.